# Naomi Jochnowitz
Naomi G. Jochnowitz ist eine amerikanische Mathematikerin auf dem Gebiet der algebraischen Zahlentheorie. Sie ist außerordentliche Professorin für Mathematik an der Universität Rochester.
Jochnowitz promovierte 1976 an der Harvard University. Ihre Dissertation, Kongruenzen zwischen modularen Formen und Implikationen für die Hecke-Algebra, wurde von Barry Mazur betreut. In Rochester ist sie bekannt für ihre enthusiastische Ermutigung und Unterstützung von Studienanfängern und Studienanfängerinnen, am Mathematikprogramm teilzunehmen, was dazu beitrug, dass sich die Zahl der Mathematikstudenten von 1999 bis 2002 verdreifachte.
Im Jahr 2016 gewann Jochnowitz den M. Gweneth Humphreys Award der Association for Women in Mathematics für ihre Betreuung von Mathematikstudentinnen und Mathematikstudenten und insbesondere von Frauen in der Mathematik. Sie wurde auch als Finalistin für den „W“-Preis des Rochester Women’s Network für ihre Betreuung von Frauen in der Mathematik aufgeführt. Im Jahr 2018 wurde sie zu einer der ersten Fellows der Association for Women in Mathematics ernannt.